# Poichilodermia sclerosante ereditaria
La poichilodermia sclerosante ereditaria è una condizione ereditaria, a trasmissione autosomica dominante, nella quale la cute subisce fin dall'infanzia modificazioni a livello di colore e di consistenza.
Si tratta di una malattia rara che si manifesta con alterazioni cromatiche generalizzate, ma diffuse soprattutto nelle aree di estensione (come l'incavo dei gomiti o la fossa poplitea); possono riscontrarsi iperpigmentazione con colorito brunastro e ipercheratosi nelle aree epidermiche più colpite.
La pelle inoltre va incontro a sclerosi sui palmi delle mani e sulle piante dei piedi. Nel sottocute sono spesso presenti calcificazioni anomale.
I soggetti affetti dalla patologia possono anche avere alterazioni cardiovascolari; alcune non gravi e a carico delle estremità (dita ippocratiche, fenomeno di Raynaud), altre molto più pericolose (tra cui una stenosi aortica ingravescente).